# Болезнь Аддисона
Боле́знь Аддисо́на (хроническая недостаточность коры надпочечников, или гипокортицизм, англ. Addison's disease) — редкое эндокринное заболевание, в результате которого надпочечники теряют способность производить достаточное количество гормонов, прежде всего кортизола. Это патологическое состояние было впервые описано британским терапевтом Томасом Аддисоном в его публикации 1855 года, озаглавленной Конституциональные и местные последствия заболеваний коры надпочечников.

## Классификация
Болезнь Аддисона может быть следствием:
Первичной недостаточности коры надпочечников, первично-железистой (при которой поражена или плохо функционирует сама кора надпочечников) — аутоиммунной агрессии, туберкулёза, гипоплазии, опухоли или метастазы в надпочечниках, генетических дефектов синтеза гормонов, снижения чувствительности надпочечников к АКТГ.
Вторичной недостаточности коры надпочечников, гипоталамо-гипофизарная — при которой передняя доля гипофиза производит недостаточно адренокортикотропного гормона для адекватной стимуляции коры надпочечников. Опухоли, ишемия, травма, облучение гипоталамо-гипофизарной области
Ятрогенная форма — после длительного приёма экзогенных кортикостероидов наступает атрофия надпочечников и разрыв гипоталамо-гипофизарно-надпочечниковой связи. При резком прекращении приёма стероидов развивается синдром отмены.

## Этиология
Болезнь Аддисона может возникать при любом поражении коры надпочечников или гипофиза, приводящем к понижению продукции кортизола или альдостерона. Так, болезнь Аддисона может возникнуть при туберкулёзном поражении надпочечников, повреждении коры надпочечников химическими агентами (например, хлодитаном), разрушающих здоровую ткань негормонопродуцирующих опухолях надпочечников и так далее.

## Клиническая картина
Болезнь Аддисона обычно развивается медленно, в течение нескольких месяцев или лет, и симптомы её могут оставаться незамеченными или не проявляться до тех пор, пока не случится какой-либо стресс или заболевание, резко повышающее потребность организма в глюкокортикоидах.
Наиболее частые симптомы болезни Аддисона:
- Хроническая усталость, постепенно усугубляющаяся с течением времени;
- Мышечная слабость;
- Потеря веса
- Тошнота, рвота, диарея, боли в животе;
- Низкое артериальное давление, ещё больше снижающееся в положении стоя (ортостатическая гипотензия);
- Гиперпигментация кожи в виде пятен в местах, подвергающихся солнечному облучению, известная как «мелазмы Аддисона»;
- Дисфория, раздражительность, вспыльчивость, недовольство всем;
- Депрессия;
- Влечение к солёной пище, жажда, обильное питьё жидкости;
- Гипогликемия, низкий уровень глюкозы в крови;
- У женщин менструации становятся нерегулярными или исчезают, у мужчин развивается импотенция;
- Тетания (особенно после употребления молока) вследствие избытка фосфатов;
- Парестезии и нарушения чувствительности конечностей, иногда вплоть до паралича, вследствие избытка калия;
- Повышенное количество эозинофилов в крови;
- Избыточное количество мочи;
- Гиповолемия (снижение объёма циркулирующей крови);
- Дегидратация (обезвоживание организма);
- Тремор (дрожание рук, головы);
- Брадикардия (урежённое сердцебиение);
- Тревога, беспокойство, внутреннее напряжение;
- Дисфагия (нарушения глотания).

## Аддисонический криз
В некоторых случаях симптомы болезни Аддисона могут возникнуть неожиданно быстро. Состояние острой недостаточности коры надпочечников называется «аддисоническим кризом» и является крайне опасным, угрожающим жизни пациента. Развитие аддисонического криза наиболее вероятно в случае несвоевременного распознавания болезни Аддисона, у пациентов не получавших лечения, либо получавших неадекватно малую, недостаточную дозу кортикостероидов, либо в случае, когда доза глюкокортикоидов не была своевременно увеличена на фоне болезни, стресса, хирургического вмешательства и так далее. Таким образом, любое острое заболевание, кровопотеря, травма, операция или инфекция может обострить существующую надпочечниковую недостаточность и привести к аддисоническому кризу.
У ранее диагностированных и получающих адекватное лечение пациентов аддисонический криз может возникнуть в результате резкого прекращения лечения кортикостероидами или резкого снижения их дозы, либо при увеличении потребности организма в глюкокортикоидах (операции, инфекции, стресс, травмы, шок).
Аддисонический криз может возникнуть также у пациентов, не страдающих болезнью Аддисона, но получающих или получавших в недавнем прошлом длительное лечение глюкокортикоидами по поводу других заболеваний (воспалительных, аллергических, аутоиммунных и др.) при резком снижении дозы или резкой отмене глюкокортикоидов, а также при повышении потребности организма в глюкокортикоидах. Причиной этого является угнетение экзогенными глюкокортикоидами секреции АКТГ и эндогенных глюкокортикоидов, постепенно развивающаяся функциональная атрофия коры надпочечников при длительном глюкокортикоидном лечении, а также снижение чувствительности рецепторов тканей к глюкокортикоидам (десенситизация) при терапии супрафизиологическими дозами, что приводит к зависимости пациента от поступления экзогенных глюкокортикоидов в организм («стероидная зависимость»).

### Симптомы аддисонического криза
- Внезапная сильная боль в ногах, пояснице или животе;
- Сильная рвота, диарея, приводящие к дегидратации и развитию шока;
- резкое снижение артериального давления;
- потеря сознания;
- Острый психоз или спутанность сознания, делирий;
- резкое снижение уровня глюкозы в крови;
- Гипонатриемия, гиперкалиемия, гиперкальциемия, гиперфосфатемия;
- Коричневый налёт на языке и зубах вследствие гемолиза и развития дефицита железа.

## Распространённость
Распространённость болезни Аддисона в человеческой популяции оценивается как примерно 1:100 000 населения. По другим данным, распространённость болезни Аддисона на 1 млн населения — 40-60 случаев в США, 39 случаев в Великобритании и 60 случаев в Дании
Определение точной численности больных с недостаточностью коры надпочечников в лучшем случае проблематично, поскольку многие больные со сравнительно малой выраженностью симптомов никогда не обращаются к врачам и остаются недиагностированными.
Болезнь Аддисона может развиться у человека любого пола, любого этнического происхождения и в любом возрасте. Однако наиболее типично начало болезни у взрослых в возрасте между 30 и 50 годами. Согласно некоторым исследованиям, женщины чуть более мужчин предрасположены к развитию болезни Аддисона, и у женщин она обычно протекает более тяжело. Исследования не обнаружили какой-либо связи между этническим происхождением и частотой возникновения болезни Аддисона.

## Лечение
Для лечения болезни Аддисона назначается заместительная гормональная терапия. При недостатке кортизола назначают гидрокортизон; при пониженном содержании минералкортикостероида альдостерона — таблетки флудрокортизона ацетат (Флоринеф, Кортинефф). При приёме флудрокортизона возможно потребуется уменьшить потребление соли. Обычно пациенты со вторичной недостаточностью надпочечников не нуждаются в приёме минералкортикостероидов, потому что эта функция надпочечников сохраняется. Доза препарата подбирается индивидуально для каждого пациента и обычно составляет 50-200 мкг (0.05 — 0.2 мг).
Во время аддисонического криза наблюдается падение артериального давления и уровня глюкозы в крови, а также повышение содержания калия, что может угрожать жизни пациента. Обычно при аддисоническом кризе вводятся внутривенно гидрокортизон, физиологический раствор (0,9 % NaCl) и декстроза (сахар). При этом обычно наступает резкое улучшение. Когда пациент сам сможет пить и принимать лекарства через рот, количество гидрокортизона уменьшают, сохраняя только поддерживающую дозу. При недостатке альдостерона назначают поддерживающую терапию с ацетатом флудрокортизона.

## Наследственность
Существует несколько различных причин, которые могут повлечь развитие болезни Аддисона, и некоторые из них имеют наследственный компонент. Наиболее частая причина болезни Аддисона в США и странах Западной Европы — аутоиммунное разрушение коры надпочечников. Склонность к развитию этой аутоиммунной агрессии против тканей собственных надпочечников, вероятнее всего, наследуется как сложный генетический дефект. Это значит, что для развития такого состояния нужен «оркестр» из нескольких различных генов, взаимодействующий с ещё не выявленными факторами окружающей среды.

### Группы поддержки для страдающих болезнью Аддисона
- Addison’s Disease Self Help Group (ADSHG) — UK support group
- Australian Addison’s Disease Association — Australian support and information group
- Nederlandse Vereniging voor Addison en Cushing Patiënten — Dutch support and information group with information and documentation in English